# Reinhard Scolik

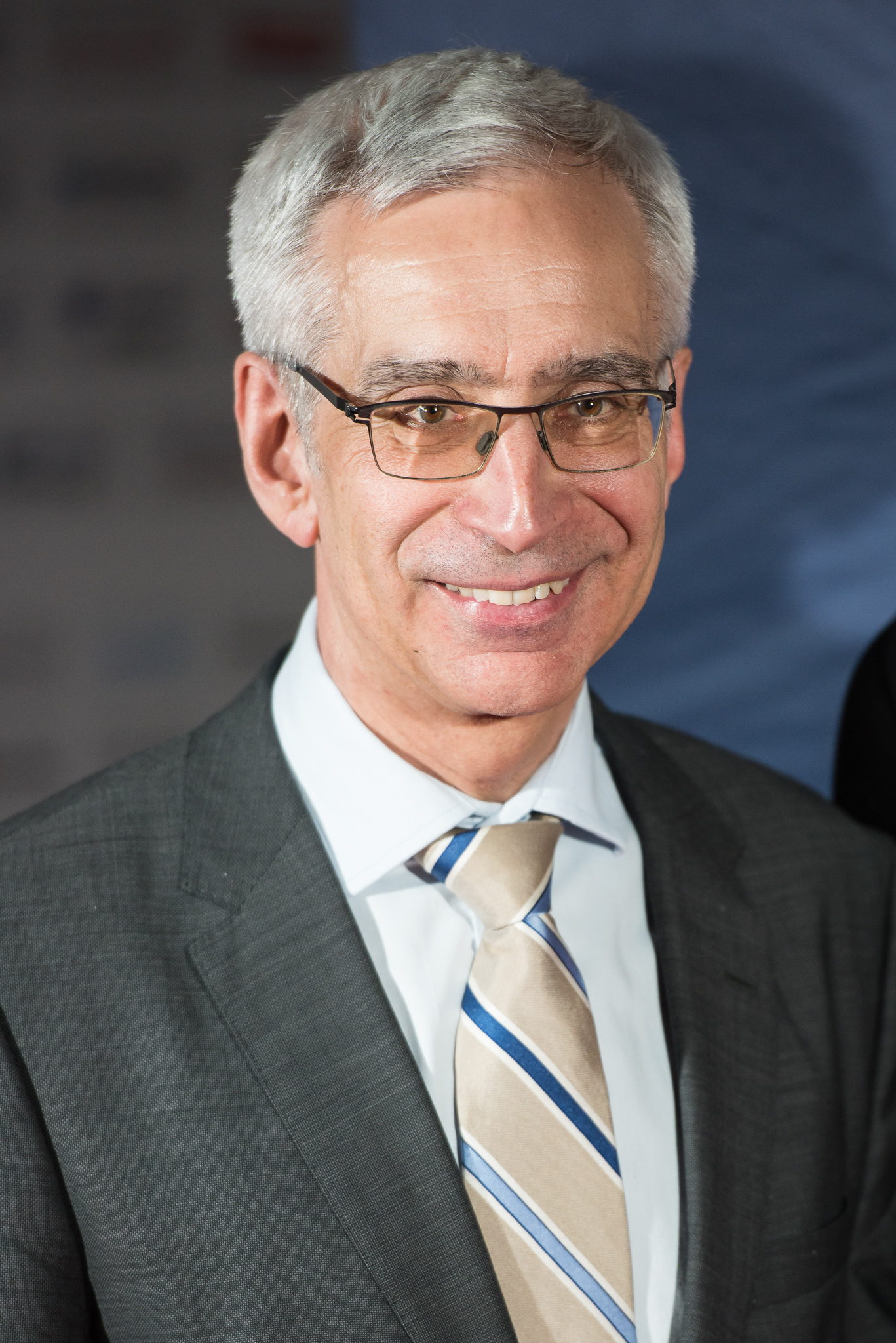
Reinhard Scolik (2017)

Reinhard Scolik (* 8. September 1958 in Mödling, Niederösterreich) ist ein österreichischer Jurist. Er war von 2016 bis 2020 Fernsehdirektor des Bayerischen Rundfunks und von Juli bis Dezember 2021 Programmdirektor Kultur des Bayerischen Rundfunks.

## Leben
Reinhard Scolik studierte Rechtswissenschaften an der Universität Wien und schloss 1981 sein Studium mit der Promotion ab. Anschließend war er als Universitätsassistent tätig. Seine Laufbahn im öffentlich-rechtlichen Rundfunk begann Scolik 1982 beim Österreichischen Rundfunk (ORF). Er arbeitete dort von 1983 bis 1989 in der Rechtsabteilung als Referent unter anderem für Rundfunkrecht. Anschließend wurde er Büroleiter des ORF-Programmdirektors, bevor er im Jahr 1990 die Leitung der Hauptabteilung Zentrale Programmdienste Fernsehen (Programmplanung ORF 1 und ORF 2) übernahm. 1994 wurde Scolik ORF-Landesintendant Wien (Radio Wien und regionales Fernsehen). Von 2002 bis 2006 war er im Österreichischen Rundfunk als Programmdirektor Fernsehen unter anderem verantwortlich für die Bereiche Kultur, Religion, Familie und Unterhaltung, Fernsehfilm, Kinofilm, Serien sowie den Filmeinkauf. Bis zum 29. Februar 2016 war Scolik in der Generaldirektion des ORF Leiter der Strategischen Programmplanung und Administration sowie ORF-Koordinator für 3sat und ARTE.
Ab 1. März 2016 war Scolik Fernsehdirektor des Bayerischen Rundfunks als Nachfolger von Bettina Reitz, die am 1. Oktober 2015 die Leitung der Hochschule für Fernsehen und Film in München (HFF) übernommen hatte. Als BR-Fernsehdirektor war Scolik verantwortlich für Etat, Personal sowie Inhalt und Gestaltung der Sendungen und Angebote für insgesamt acht Programmbereiche des Bayerischen Fernsehens, insbesondere für „Kultur und Familie“, „Spiel – Film – Serie“, „Wissenschaft – Bildung – Geschichte“ und ARD-alpha. Der zentrale Zuständigkeitsbereich Information wurde 2020 der Fernsehdirektion entzogen und dem Bereich des Informationsdirektors eingegliedert. Hintergrund ist, dass der Bayerische Rundfunk im Mai 2014 mit der Informationsdirektion einen trimedialen Programmbereich installierte, in dem sämtliche aktuellen Redaktionen aus Hörfunk, Fernsehen und Online zusammengefasst sind. Im Rahmen dieser Strukturreform übertrug der BR Scolik die Verantwortung für Etat, Personal und Inhalt unter anderem von ARD-alpha, von Bayern 2 im BR-Hörfunk sowie für das BR-Symphonieorchester und das BR-Rundfunkorchester, für den BR-Rundfunkchor und auch für alle trimedialen Angebote von BR-Klassik.
Zusätzlich zur Leitung des trimedialen Programmbereichs Kultur war Scolik für den Bayerischen Rundfunk seit 1. April 2016 ARD-Koordinator für den Gemeinschaftssender 3sat, welcher zuvor vom SWR koordiniert wurde, und unterstützte außerdem als nebenamtlicher ARD-Koordinator für kirchliche Sendungen die Programmdirektion für Das Erste.
Am 21. Oktober 2021 wurde der Rundfunkrat darüber in Kenntnis gesetzt, dass Scolik den BR zum 31. Dezember 2021 „in gegenseitigem Einvernehmen“ verlassen wird. Über die Gründe wurde Stillschweigen vereinbart. Die Süddeutsche Zeitung schreibt: „Es ist im BR jedoch ein offenes Geheimnis, dass die Intendantin Katja Wildermuth und Scolik sehr unterschiedliche Auffassungen davon haben, wie dieser Programmbereich zu führen sei“. Der Vertrag von Scolik war im Sommer 2020 vom damaligen BR-Intendanten Ulrich Wilhelm vorzeitig bis September 2024 verlängert worden, was als „Affront“ gegenüber Wilhelms Nachfolgerin Katja Wildermuth gewertet worden war. Im Zuge der Diskussion um Gehälter und sonstige Zuwendungen an ARD-Spitzenpersonal im Context zur fristlosen Entlassung der RBB-Intendantin Patricia Schlesinger im August 2022 wurde in den Medien über eine geheim gehaltene Abfindung von 700.000 € an Scolik seitens des Bayerischen Rundfunks berichtet. Die für die Überwachung der BR-Geschäftsführung verantwortliche Vorsitzende des Verwaltungsrats des Bayerischen Rundfunks Ilse Aigner erklärte gegenüber der B.Z Berlin, dies sei „bislang gängige Praxis und auch zulässig“.